# Chaetodon blackburnii
Chaetodon blackburnii är en fiskart som beskrevs av Desjardins, 1836. Chaetodon blackburnii ingår i släktet Chaetodon och familjen Chaetodontidae. IUCN kategoriserar arten globalt som livskraftig. Inga underarter finns listade i Catalogue of Life.